# チャシコツ岬上遺跡
チャシコツ岬上遺跡（ちゃしこつみさきうえいせき）は、北海道斜里郡斜里町ウトロ西にあるオホーツク文化期の遺跡。2019年2月26日、国史跡に指定された。昭和24・25年の河野広道らによる試掘調査がなされた後、しばらく未調査であったが、平成25年から町立知床博物館の平河内毅や松田功らによって本格的な内容確認調査が実施された。結果、オホーツク文化終末期の集落跡であり、同時期の廃棄層から神功開宝が出土したことで、オホーツク文化の集団と律令国家側との交流の可能性が示された。

## 概要
サハリン・北海道・千島列島などオホーツク海沿岸部に広く分布したオホーツク文化終末期を中心とする拠点的集落遺跡である。知床半島南西端から海に突き出た標高55ｍの岬状を呈する海岸段丘上に、8～9世紀にわたって31棟の竪穴建物や墓、廃棄場等の遺構が密集して営まれた。出土遺物からは、オホーツク海に広く生息する海獣の狩猟や漁労を主な生業とする、海洋適応民としてのオホーツク文化の内容が詳しく明らかになっている。また。古代律令国家で用いられた神功開寶が出土するなど、隣接地域集団を介した本州側との交流があったことが判明した。竪穴建物にはヒグマ骨塚を持つものがあり、独自の動物儀礼が存在したことが示され、動物をかたどった骨偶や木製品の存在には、動物に対する信仰を中心とした世界観があったことがうかがわれる。オホーツク文化はやがて在地の擦文文化と融合し、地域性の強いトビニタイ文化を形成するが、チャシコツ岬上遺跡では一部にトビニタイ文化期の遺構が認められることから、この文化変容の具体的な様相を知ることもできる。このように、チャシコツ岬上遺跡は、本州に古代律令国家が栄えた時代の日本列島北辺域における古代文化の実態を知る上で、極めて重要な遺跡である。